# Megalagathis costata
Megalagathis costata är en stekelart som först beskrevs av Brulle 1846.  Megalagathis costata ingår i släktet Megalagathis och familjen bracksteklar. Inga underarter finns listade i Catalogue of Life.